# Chamaedorea skutchii
Chamaedorea skutchii är en enhjärtbladig växtart som beskrevs av Paul Carpenter Standley och Julian Alfred Steyermark. Chamaedorea skutchii ingår i släktet Chamaedorea och familjen Arecaceae.
Artens utbredningsområde är Guatemala. Inga underarter finns listade i Catalogue of Life.